# Zofia Małachowska
Zofia Małachowska (ur. 14 maja 1982) – polska lekkoatletka, płotkarka.
W swojej karierze reprezentowała m.in. Warszawiankę oraz Podlasie Białystok. Największy sukces odniosła w 2001 kiedy to zdobyła złoty medal w biegu na 400 metrów przez płotki podczas Mistrzostw Europy juniorów w lekkoatletyce rozegranych we włoskim Grosseto. Rok wcześniej zajęła 6. miejsce w tej samej konkurencji na Mistrzostwach Świata Juniorów w Lekkoatletyce (Santiago 2000).

## Rekordy życiowe
- bieg na 400 m – 55,08 (2001)
- bieg na 400 m przez płotki – 57,78 (2001)